# Muzeul Național al Poliției Române
Muzeul Poliției Române este un muzeu din Târgoviște încadrat de cIMeC la categoria „muzee în subordinea unui minister (în afară de Ministerul Culturii)”. Este amplasat în Calea Domnească nr. 187. Sălile muzeului adăpostesc și conservă bogate colecții de heraldică, uniforme și echipament, documente și obiecte din istoria, de peste un secol și jumătate, a Poliției și Jandarmeriei Române.
Muzeul Național al Poliției Române a fost amenajat într-o clădire cu mare valoare artistică și istorică (este monument istoric, cu cod LMI DB-II-m-A-17239), refăcută în stil neoclasic între anii 1867 - 1893. Casa a fost construită inițial în anul 1701 din inițiativa domnitorului Constantin Brâncoveanu, pe locul alteia mai vechi, care a aparținut lui Grama Stolnicul. Va fi numită Casa coconilor, adică a fiilor domnitorului, fiind așezată "den jos de biserica Sfânta Vineri …", așa cum menționează un document din anul 1630. Clădirea a necesitat consolidări și refaceri.